# Костря
Костря — река в Сафоновском и Дорогобужском районах Смоленской области России. Правый приток Осьмы.
Длина — 39 км, площадь водосборного бассейна — 276 км². Исток в болоте недалеко от деревни Азарово Сафоновского района (юго-западная окраина Вяземской возвышенности). Направление течения: юго-западное. Впадает в Осьму выше деревни Ленкино Дорогобужского района.